# Michel Magne

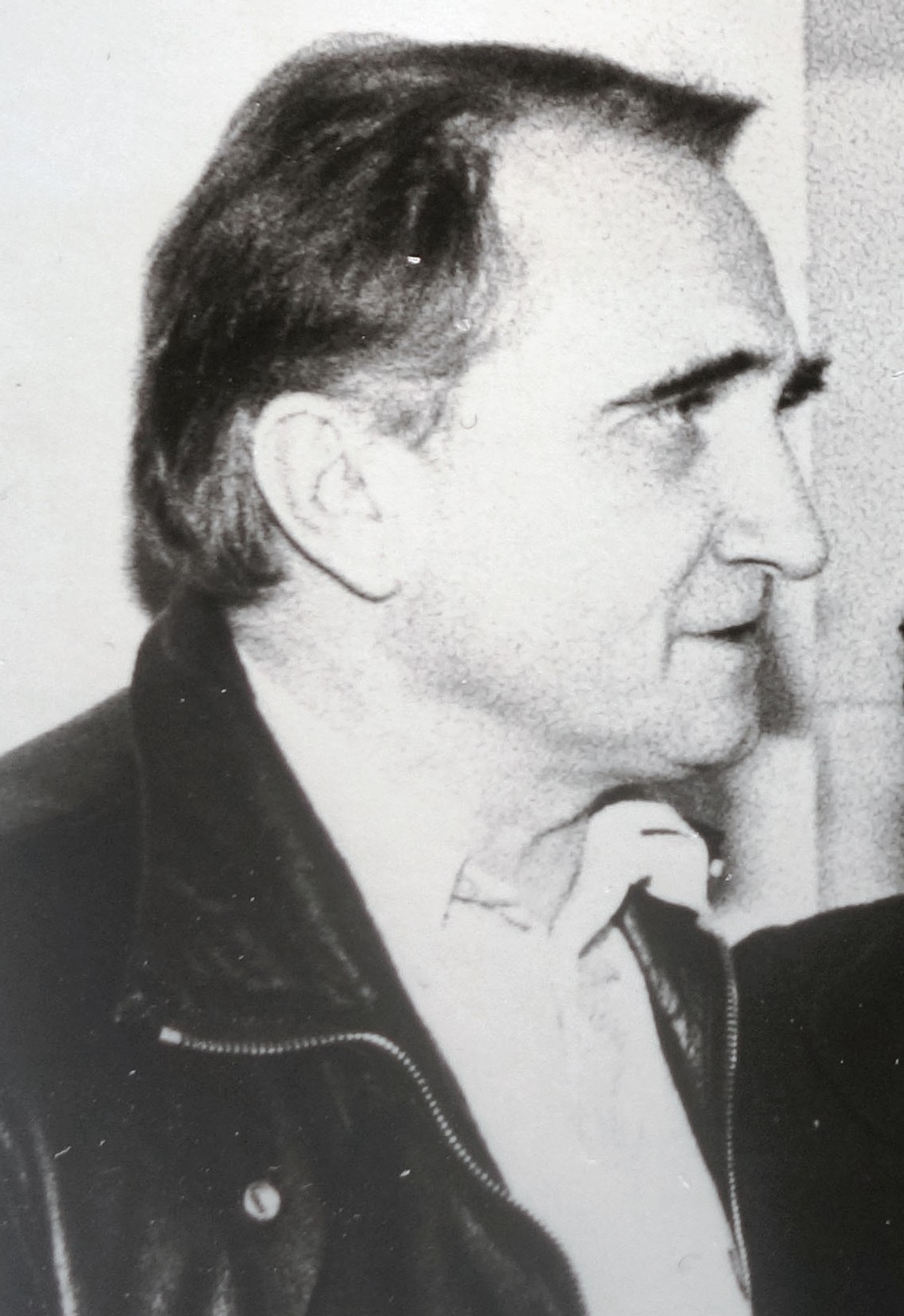
Michel Magne, 1980

Michel Magne (* 20. März 1930 in Lisieux, Département Calvados; † 19. Dezember 1984 in Cergy-Pontoise, Département Val-d’Oise) war ein französischer Komponist, Musiker, Musikproduzent und Maler.

## Leben
Michel Magne wurde als fünftes von acht Kindern am 20. März 1930 in Lisieux geboren. Nachdem er im Alter von sechs Jahren mit dem Klavierspiel begonnen hatte, studierte er später sowohl am Conservatoire de musique de Caen als auch am Conservatoire de Paris Musik. Um sein Studium zu finanzieren, spielte er dazu parallel mehrere Konzerte in der Normandie. In Paris entdeckte er für sich die Elektronische Musik. Während seines darauf folgenden Wehrdienstes leitete er unter anderem das Orchester in Montlhéry und wurde für mehrere Aufführungen abkommandiert. Nach seinem Wehrdienst zog er nach Rochechouart, wo er im Hôtel Jean Mermoz eine Anstellung fand und sich Studien zum Infraschall widmete.
Nachdem er 1954 erstmals mit Brot des Lebens eine Filmmusik komponierte, begann er Lieder für die französische Opernsängerin Juliette Gréco zu schreiben. 1962 kaufte er das Château d'Hérouville, das der Ort für sein eigenes Tonstudio werden sollte. Er sanierte das Gebäude und komponierte in den darauf folgenden Jahren jährlich bis zu acht Filme, darunter alle Fantomas, die OSS-117-Filmreihe und alle fünf Angélique-Filme. Am 26. Mai 1969 geschah eine Katastrophe, die seine Karriere als Komponist ins Stocken brachte: ein kompletter Flügel seines Schlosses brannte nieder und mit ihm sein komplettes musikalisches Schaffen, seine Notenblätter und sein Musikarchiv. Er baute zwar gemeinsam mit Gérard Delassus im August 1969 wieder ein Musikstudio in dem anderen Flügel des Schlosses auf und gründete im November 1969 seine Produktionsfirma Société d'Enregistrement Michel Magne, aber er konzentrierte sich in den nächsten sechs Jahren fast ausschließlich auf die Malerei und schrieb nur noch vereinzelt Musik. Sein Musikstudio wurde ausgiebig von bekannten internationalen Musikern und Bands genutzt, darunter von Elton John, Cat Stevens, Canned Heat, Pink Floyd und T. Rex. Nachdem er größeren Erfolg als Maler sowie vereinzelte Ausstellungen hatte, zog er 1977 zurück nach Paris, wo er das Plattenlabel Egg gründete.
Am 28. Juni 1960 heiratete Michel Magne die Tänzerin Monique Vence, von der er sich 1970 wieder trennte. Anschließend war er mit der 16-jährigen Marie Claude liiert, die er 1972 heiratete.
Magne gab sein Geld mit vollen Händen aus und verschuldete sich obendrein. 1979 ließen seine Gläubiger sein Vermögen beschlagnahmen. Magne veröffentlichte 1980 eine Autobiographie („Love of Living“). Er beging am 19. Dezember 1984 in einem Hotel in Cergy-Pontoise Suizid.

## Diskographie
- 1959: Musique Tachiste
- 1960: Cap Canaveral - Symphony
- 1962: Cent mille chansons; Text: Eddy Marnay

## Filme
- 1955: Brot des Lebens (Le pain vivant)
- 1962: Das Ruhekissen (Le repos du guerrier)
- 1962: Der Teufel und die Zehn Gebote (Le Diable et les Dix Commandements)
- 1962: Ein Affe im Winter (Un singe en hiver)
- 1962: Gigot, der Stumme vom Montmartre (Gigot)
- 1963: Gelegenheitsarbeiter (Les bricoleurs)
- 1963: Grausame Hände (Les grands chemins)
- 1963: Laster und Tugend (Le vice et la vertu)
- 1963: Lautlos wie die Nacht (Mélodie en sous-sol)
- 1963: Mein Onkel, der Gangster (Les Tontons flingueurs)
- 1963: OSS 117 greift ein (OSS 117 se déchaîne)
- 1963: Sieben Tote hat die Woche (Symphonie pour un massacre)
- 1963: Vorsicht, meine Damen. (Méfiez-vous, mesdames !)
- 1964: Angélique (Angélique, marquise des anges)
- 1964: Cyrano und d’Artagnan (Cyrano et D'Artagnan)
- 1964: Der Reigen (La Ronde)
- 1964: Eddie wieder colt-richtig (Des frissons partout)
- 1964: Fantomas (Fantômas)
- 1964: Heiße Hölle Bangkok (Banco à Bangkok pour OSS 117)
- 1964: Jagd auf Männer (La chasse à l'homme)
- 1964: Monocle blickt voll durch (Le monocle rit jaune)
- 1964: Mordrezepte der Barbouzes (Les Barbouzes)
- 1965: An einem heißen Sommermorgen (Par un beau matin d'été)
- 1965: Angélique, 2. Teil (Merveilleuse Angélique)
- 1965: Die Damen lassen bitten (Les bons vivants)
- 1965: Fantomas gegen Interpol (Fantômas se déchaîne)
- 1965: Geheimauftrag CIA – Istanbul 777 (Coplan FX 18 casse tout)
- 1965: Gleich wirst du singen Vögelein (Mission spéciale à Caracas)
- 1965: Mord im Fahrpreis inbegriffen (Compartiment tueurs)
- 1965: OSS 117 – Pulverfaß Bahia (Furia à Bahia pour OSS 117)
- 1965: Pulverfaß und Diamanten (Le gentleman de Cocody)
- 1965: Tagebuch einer Frauenärztin (Journal d’une femme en blanc)
- 1966: Angélique und der König (Angélique et le roy)
- 1966: Die Haut des Anderen (Avec la peau des autres)
- 1966: OSS 117 – Teufelstanz in Tokio (Atout coeur à Tokyo pour O.S.S. 117)
- 1967: Das Millionen-Duell (Fleur d'oseille)
- 1967: Fantomas bedroht die Welt (Fantômas contre Scotland Yard)
- 1967: Haie bitten zu Tisch (Estouffade à la Caraïbe)
- 1967: Jonny Banco – Geliebter Taugenichts (Johnny Banco)
- 1967: Unbezähmbare Angélique (Indomptable Angélique)
- 1968: Angélique und der Sultan (Angélique et le sultan)
- 1968: Der Bastard (I bastardi)
- 1968: Der Rächer aus dem Sarg (Sous le signe de Monte Cristo)
- 1968: Der Sergeant (Le sergent)
- 1970: Kalter Schweiß (De la part des copains)
- 1971: Vier Nächte eines Träumers (Quatre nuits d’un rêveur)
- 1973: Pardon, Genossen! Edel sei der Mensch, hilflos und reich (Moi y'en a vouloir des sous)
- 1972: Die große Masche (Tout le monde il est beau, tout le monde il est gentil)
- 1974: Die Chinesen in Paris (Les chinois à Paris)
- 1976: Nea – Ein Mädchen entdeckt die Liebe (Néa)
- 1982: Die Legion der Verdammten (Les misérables)
- 1982: S.A.S. Malko – Im Auftrag des Pentagon (S.A.S. à San Salvador)
- 1983: Der Spitzel (L'indic)
- 1984: Emmanuelle 4 (Emmanuelle IV)

## Auszeichnungen (Auswahl)
Oscar
- 1963: Nominierung für die Beste Filmmusik mit Gigot, der Stumme von Montmartre